# Belvosia omissa
Belvosia omissa är en tvåvingeart som beskrevs av Aldrich 1928. Belvosia omissa ingår i släktet Belvosia och familjen parasitflugor. Inga underarter finns listade i Catalogue of Life.